# Phaeosphaerida

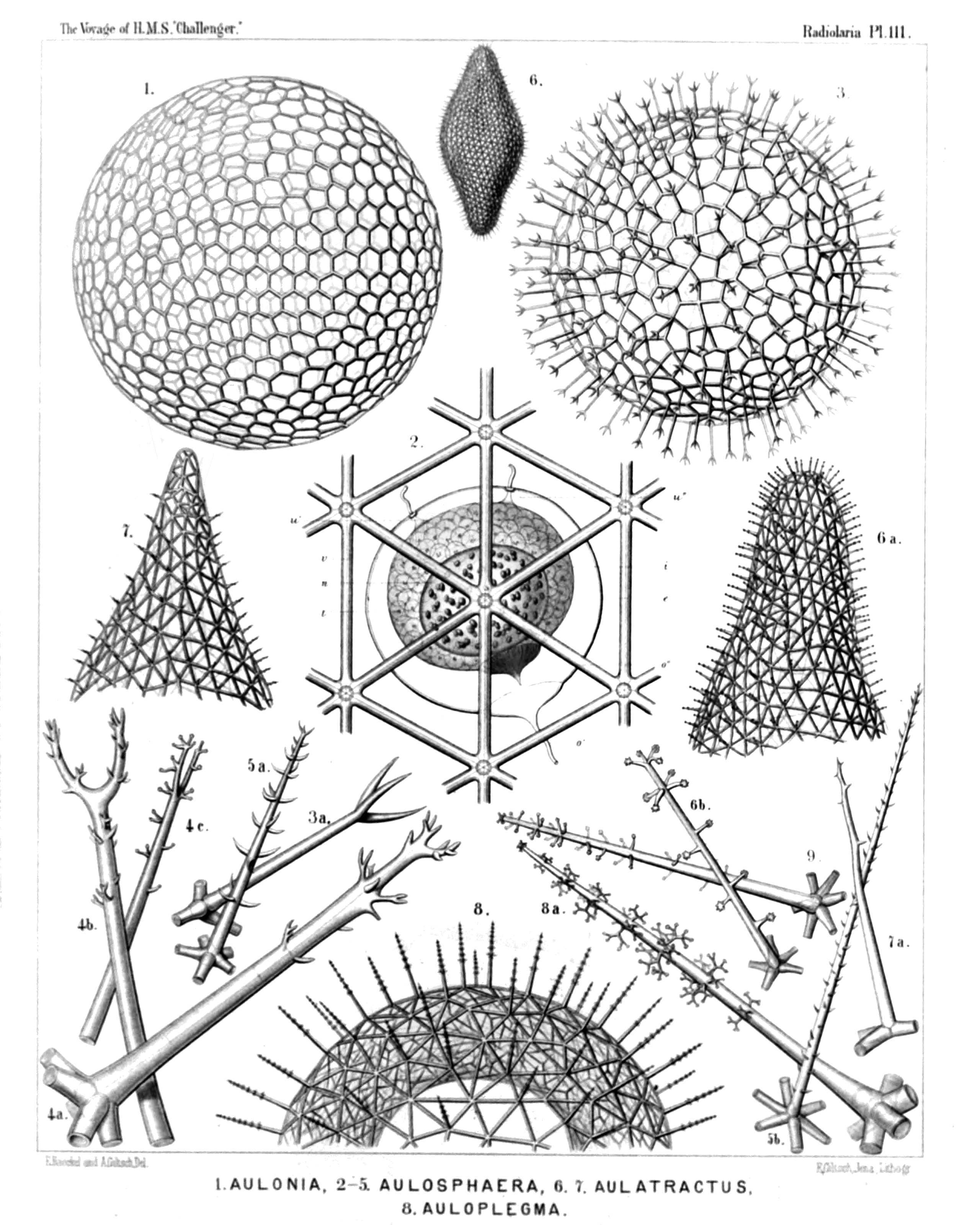
Análise estrutural da família Aulosphaeridae de acordo com Haeckel.

Phaeosphaerida é um grupo de protistas feodarios que têm forma esférica, apresentam cápsula central, um tamanho média de meio milímetro e uma estrutura radial de seus múltiplos axopodios. O ectoplasma está coberto pelo escleracoma, o qual se desenvolveu tipicamente como uma concha bem enrejada.